# Mustelus albipinnis
Mustelus albipinnis är en hajart som beskrevs av Castro-Aguirre, Antuna-Mendiola, González-Acosta och de la Cruz-Agüero 2005. Mustelus albipinnis ingår i släktet Mustelus och familjen hundhajar. IUCN kategoriserar arten globalt som otillräckligt studerad. Inga underarter finns listade i Catalogue of Life.